# Exocoetus peruvianus
Exocoetus peruvianus is een  straalvinnige vissensoort uit de familie van vliegende vissen (Exocoetidae). De wetenschappelijke naam van de soort is voor het eerst geldig gepubliceerd in 2000 door Parin & Shakhovskoy.
De soort staat op de Rode Lijst van de IUCN als Onzeker, beoordelingsjaar 2008.